# 江木站

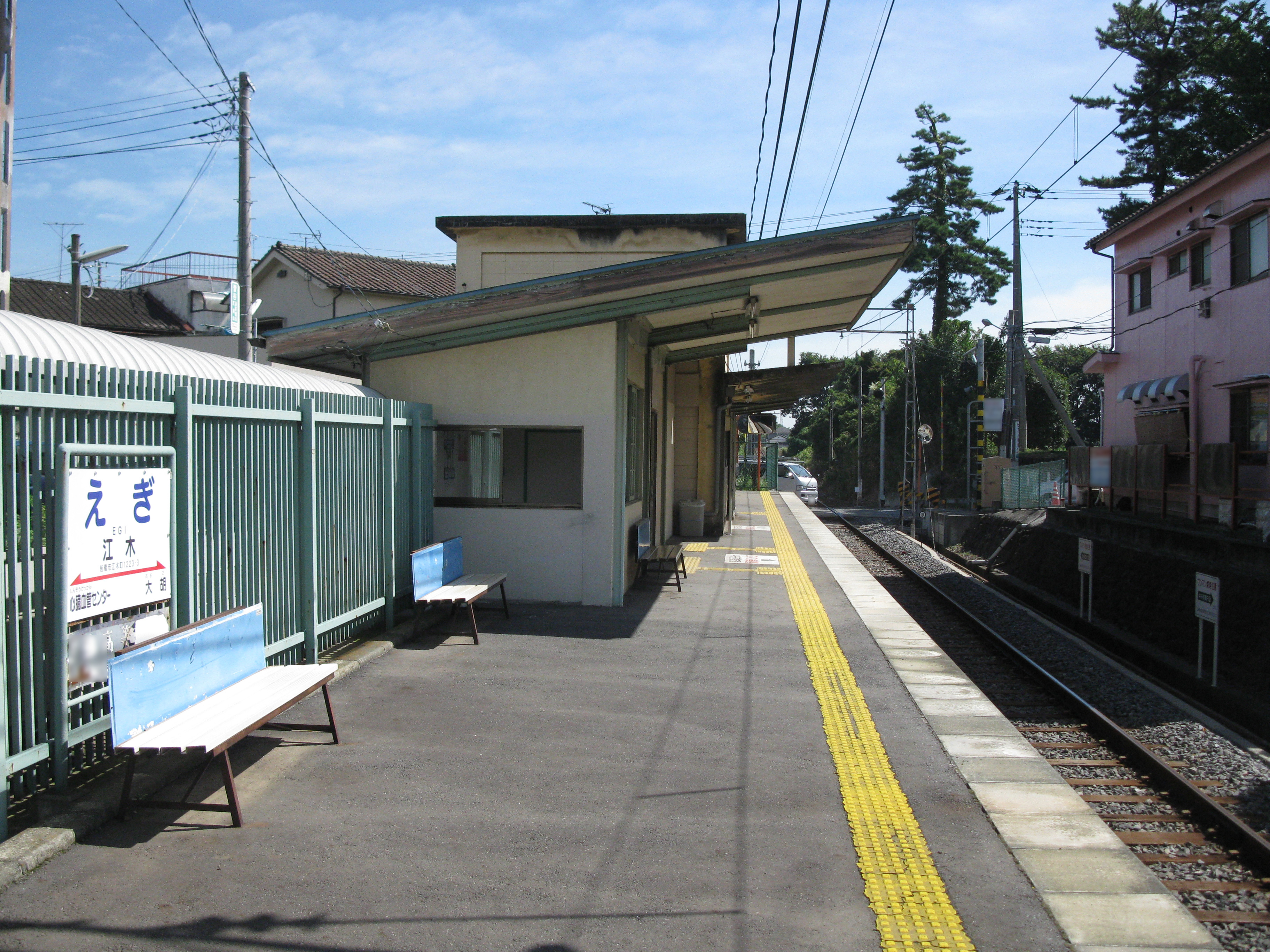
月台（2010年9月）

江木站（日语：／ Egi eki */?）是位於群馬縣前橋市江木町1223番3號，上毛電氣鐵道的上毛線車站。

## 歷史
- 1928年（昭和3年）11月10日 - 車站啟用[1]。
- 2009年（平成21年）12月　- 站前迴旋路進行翻新，泊車轉乘停車場開業。

## 車站構造
本站是地面車站，設有1面1線的單式月台。此站是全年營業的業務委托車站（職員當值時間：12:30 - 18:00）。於站內可購買普通車票、定期車票和從赤城站出發的東武鐵道「兩毛」特急票。車站大樓內設有候車室和廁所。在檢票口側設有飲品自動販賣機。除了平日早上外，乘客需要在後門乘車，前門下車。

## 使用狀況
以下為近年1日平均上下車人次變化。
| 上下車人次變化 | 上下車人次變化 |
| 年度           | 1日平均人次    |
| -------------- | -------------- |
| 2011年         | 307            |
| 2012年         | 294            |
| 2013年         | 271            |
| 2014年         | 294            |
| 2015年         | 277            |

## 車站周邊
車站西邊在1981年（昭和56年）至1986年（昭和61年）之間建設了市營江木團地。在平日早上時段有許多乘客於此站乘車前往市中心。在2000年代後半，站前進行了土地整理項目，把部分團地拆毀變成空地。然後在2009年（平成21年）建設停車場和迴旋路。
車站東邊設有郵局、小商店和理髪店數間。在越過平交道後，於車站南邊設有許多醫療和福祉相關設施。
- 前橋江木郵局
- 前橋積善會厩橋醫院
- 前橋東看護學校（日语：前橋東看護学校）
- 群馬縣農業技術中心稻麥研究中心（舊群馬縣農業綜合試驗場）

## 巴士路線
站前沒有定期巴士路線停靠。只有在事前以電話預約的需求巴士。

## 其他
- 站前設有泊車轉乘停車場（38個泊位，接送專用5個泊位），只限上毛電鐵使用者免費停泊[4]。若需要使用，需要聯絡車站職員或總部。
- 此站與鄰站心臟血管中心站的營業距離只有0.6公里，是上毛電鐵兩站之間最短距離。此站靠近中央前橋一方20米處設有心臟血管中心站的遠方信號燈。
- 此站與鄰站大胡站的營業距離為2.1公里，是上毛電鐵兩站之間第二最長距離，僅次於赤城站至桐生球場前站之間的2.2公里。因此兩站計劃建設新站[5]。截至2019年（令和元年）還未有實現任何計劃。

## 相鄰車站
上毛電氣鐵道
上毛線
心臟血管中心－江木－大胡

## 注腳
1. ↑  「地方鉄道運輸開始」『官報』1928年11月19日（國立國會圖書館數碼化收藏）
2. ↑  国土数値情報(駅別乗降客数データ)  （页面存档备份，存于） - 国土交通省、2020年9月21日參閲
3. ↑  上毛電鉄の利用促進について （页面存档备份，存于）（日語） - 前橋市，2015年2月17日參閲。
4. ↑  上毛電気鉄道　パーク＆ライドのご案内 （页面存档备份，存于）（日語） - 上毛電氣鐵道， 2015年2月17日參閲。
5. ↑  上毛電鉄の新駅設置（江木駅、大胡駅間）について （页面存档备份，存于）（日語） - 前橋市交通政策課，2015年2月17日參閲。

## 外部連結
- 上毛電氣鐵道　沿線資訊 （页面存档备份，存于）（日語）